# كلاين غريشورن
كلاين غريشورن (بالإنجليزية: Klein Grieshorn)‏ هو أحد جبال سلسلة جبال الألب ليبونتيني وجزء من القمة الأم غريشورن يقع في كانتون فاليز وكانتون تيسينو، سويسرا. يبلغ ارتفاع الجبل حوالي 2930 متر، بينما يبلغ ارتفاع نتوء الجبل 125 متر.